# Майструк, Павел Николаевич
Павел Николаевич Майструк (1 января 1924, Барановка, Волынская губерния — 18 сентября 1988, Киев) — украинский врач-гигиенист, ученый, доктор медицинских наук, директор Киевского научно-исследовательского Киевского института гигиены питания МЗ УССР (1971—1984).

## Биография
Майструк Павел Николаевич, украинец, родился 1 января 1924 г. в г. Барановка Житомирской области в семье служащих. Отец — Майструк Николай Павлович, мать — Майструк Татьяна Антоновна.
До войны учился и окончил среднюю школу. Участник боевых действий с февраля 1944 года в составе 1-го Украинского фронта, артиллерист, демобилизован в 1946 году. После демобилизации с 1947 года учился в Житомирской фельдшерской школе, которую окончил с отличием в 1949 году. В этом же году в составе 5 % отличников был зачислен без экзаменов в Винницкий государственный медицинский институт, который окончил с отличием в 1955 году по специальности врач-лечебник с присвоенной квалификацией «врач».
После окончания института в 1955 году работал главным врачом районной больницы в г. Хмельник Винницкой области, затем — хирургом-онкологом и заместителем главного врача Винницкого областного онкодиспансера, заведующим организационно-методическим отделом, заместителем заведующего Облздравотделом по лечебной работе.
С 1956 по 1971 гг. работал главным врачом Винницкой областной санэпидемстанции и заместителем заведующего Облздравотделом по санэпидработе. С сентября 1956 года принял руководство Винницкой областной СЭС.
В 1964 году защитил кандидатскую диссертацию «Материалы к гигиеническому обоснованию фторирования воды».
В 1968 году за заслуги в развитии здравоохранения Президиумом Верховного Совета УССР Павлу Николаевичу Майструку было присвоено почетное звание «Заслуженного врача УССР».
В мае 1971 года переведен на должность директора Киевского научно- исследовательского института гигиены питания МЗ УССР.
Одновременно являлся главным специалистом Министерства здравоохранения УССР по гигиене питания и диетологии, председателем Республиканской проблемной комиссии «Гигиена питания», редактором республиканского межведомственного сборника «Рациональное питание», членом редколлегий журналов «Вопросы питания» и «Врачебное дело», членом комитета по белку при Госкомитете по науке и технике Совета Министров СССР, выполнял ряд других общественных поручений.
С 1971 по 1984 гг. под руководством Павла Николаевича Майструка Киевский НИИ гигиены питания стал одним из ведущих научных учреждений не только Украины, но и СССР.
В январе 1977 года защитил докторскую диссертацию «Криль — новый источник полноценного белка и возможности его применения в рациональном и лечебно-профилактическом питании».
В 1978 году стал Лауреатом Государственной премии УССР за работу «Теоретичні основи і технології промислового виробництва та застосування високоочищених ферментів глюкозооксидази і каталази та освітлення крові як додаткового джерела харчового білка».
Имеет свыше 100 печатных работ, в том числе 5 монографий.
Награждён орденами («Трудового Красного Знамени», «Отечественной войны II степени», «Знак Почета»), 6 медалями.
В июне 1984 года из-за стремительного прогрессирования болезни был вынужден уйти с должности директора НИИ гигиены питания. Последующие 4 года продолжал работать консультантом в этом же институте.
Умер Павел Николаевич Майструк 18 сентября 1988 года на 64-м году жизни от тяжелой болезни. Похоронен на Байковом кладбище в г. Киев.